# Ke-Go

Ке-Го — самонаводящаяся авиабомба с инфракрасным наведением, разработанная и испытанная японским императорским флотом для применения с большой высоты против военных кораблей и излучающих тепло наземных объектов. 

## История
Разработка бомбы началась в марте 1944 года, для замены на вооружении ВМФ пикирующих бомбардировщиков. Бои с американским флотом в Филиппинском Море продемонстрировали неспособность устаревающих Aichi D3A с неубирающимся шасси и слабо обученными пилотами противостоять ПВО американских кораблей.
Выходом из положения могли бы стать управляемые бомбы, сбрасываемые с горизонтально летящих бомбардировщиков. Сброс бомбы с достаточной высоты существенно снижал риск поражения бомбардировщика, и позволял использовать для атаки горизонтальные[какими?] бомбардировщики, обладающие лучшими лётными характеристиками, чем пикирующие.
Три проекта самонаводящихся бомб с инфракрасным наведением — B-1, B-2 и B-3 — были инициированы Японским Императорским Флотом. Так как бомба B-1 была единственной, работы по которой могли быть осуществлены в разумные сроки, все работы в итоге сосредоточили именно на ней. Для снижения технического риска, были одновременно разработаны три модели бомбы B-1.

## Конструкция
Фюзеляж бомбы «Ке-Го» имел достаточно простую цилиндрическую форму с иксобразно расположенными вокруг центра тяжести крыльями и аналогично расположенными стабилизаторами в хвостовой части. Управление бомбы осуществлялось с помощью элеронов на крыльях. Вся конструкция, исключая отдельные элементы, собиралась из дерева.
Длина бомбы составляла 5,49 метров, размах крыла — 2,85 метра. Масса бомбы с боевым зарядом достигала 800 кг. В падении, бомба развивала безопасную скорость до 580 км/ч (во избежание повреждения деревянного фюзеляжа при разгоне, были установлены воздушные тормоза).
В носовой части бомбы располагалась инфракрасная головка самонаведения, основанная на никелевом болометре. Под действием интенсивных инфракрасных лучей, сверхтонкая зачернённая пластинка нагревалась, изменяя свою электропроводность. Усилитель усиливал сигналы, в свою очередь, приводящие в действие гидравлический автопилот бомбы. Эксцентрическое зеркало, отражающее излучение на болометр, вращалось внутри корпуса с помощью механического привода, осуществляя тем самым коническое сканирование и автопилот выводил бомбу на курс, соответствующий положению цели в равносигнальной зоне (то есть прямо по курсу).
Лабораторные испытания продемонстрировали, что бомба в состоянии обнаружить цель, соответствующую по тепловому излучению тысячетонному кораблю с дистанции 2000 метров.
Сразу за головкой самонаведения располагался боевой заряд, приводимый в действие контактным взрывателем.
Бомба должна была сбрасываться с обычных бомбардировщиков, наводясь через стандартный бомбовый прицел. После запуска, бомба падала, стабилизируясь пневматическим гироскопом, до того момента, пока её инфракрасная головка самонаведения не обнаруживала источник тепла (военный корабль). Затем включался автопилот, который по данным болометра выводил бомбу на курс и она падала на цель.

## Испытания
Создание бомбы «Ке-Го» оказалось настоящим вызовом для японской технологии. Абсолютно все элементы конструкции пришлось разрабатывать с нуля. Для своего времени бомба «Ке-Го» была чрезвычайно совершенной конструкцией, включавшей такие новаторские элементы как:
- коническое сканирование вращающимся зеркалом при неподвижном инфракрасном детекторе;
- использование элеронов на крыльях и синхронизированных с ними хвостовых стабилизаторов;
- применение воздушных тормозов для контроля скорости падения;
- применение пневматического гироскопа, приводимого в действие набегающим потоком воздуха через трубки Пито, во избежание создания дополнительных помех электронике бомбы.

Испытания трёх первых моделей бомб проводились с весны 1945 года. Бомбы сбрасывались на тепловую мишень размером 10×30 метров (костёр, горящий на плоту). Результаты были неудовлетворительными, несмотря на то, что головка самонаведения работала достаточно уверенно, неудовлетворительно продемонстрировало себя оперение бомбы. Только 5 или 6 из 50 сброшенных бомб попали в цель. На основании этих результатов, флот создал две новые модели бомбы с усовершенствованным оперением, но к тому моменту, когда бомбы были готовы для испытаний, война закончилась.